# Internationaler Tag der autochthonen Bevölkerungsgruppen der Welt
Der Internationale Tag der indigenen Völker wird jedes Jahr am 9. August begangen, um das Bewusstsein für die Rechte der indigenen Bevölkerung weltweit zu schärfen und sie zu schützen. Mit diesem Tag werden auch die Leistungen und Beiträge indigener Völker zur Verbesserung globaler Probleme wie dem Umweltschutz gewürdigt. 
Der Tag wurde erstmals im Dezember 1994 von der Generalversammlung der Vereinten Nationen ausgerufen und markierte den Tag der ersten Sitzung der UN-Arbeitsgruppe für indigene Bevölkerungen der Unterkommission für die Förderung und den Schutz der Menschenrechte im Jahr 1982.

## Proklamation
Der Internationale Tag der indigenen Völker wurde am 23. Dezember 1994 im Rahmen der Internationalen Dekade der indigenen Völker der Welt von der Generalversammlung der Vereinten Nationen ausgerufen. Ziel dieser Proklamation ist es, die bedeutenden Fortschritte bei der Förderung und dem Schutz der Rechte indigener Völker anzuerkennen und zu würdigen, die mit der ersten Sitzung der Arbeitsgruppe für indigene Bevölkerungsgruppen im Jahr 1982 eingeleitet wurden. Diese Gruppe war maßgeblich an der Ausarbeitung der Erklärung der Vereinten Nationen über die Rechte indigener Völker beteiligt, die einen universellen Rahmen von Rechten schafft und deren kulturelle, soziale und politische Bedeutung anerkennt.